# فرودگاه کارترایت
فرودگاه کارترایت (به انگلیسی: Cartwright Airport) یک فرودگاه همگانی با کد یاتا YRF است که یک باند فرود شن دارد و طول باند آن ۱۲۰۰ متر است. این فرودگاه در کشور کانادا قرار دارد و در ارتفاع ۱۲ متری از سطح دریا واقع شده‌است.

## شرکت‌های هواپیمایی و مقصدهای پروازی
| شرکت‌های هواپیمایی | مقصدهای پروازی                                                                                             |
| ----------------- | --- |
| ایر لابرادور      | بلک تیکل، شارلوت‌تاوون، فاکس هاربور، سی‌اف‌بی گوس بی، ماریس هاربر، پورت هوپ سیمپسون، سنت آنتونی، ولیامز هاربر |